# 會士 (天主教)
獻身生活（英語：Consecrated life），又稱為度奉獻生活者、會士，是天主教會中被召叫以嚴謹的方式跟隨耶穌基督的信徒們的生活狀態。

## 發展
早年的會士是由天主教會編制來執行傳福音、準備傳道事宜、教堂清潔等工作，而修士是指在修道院內專讀聖經，並培育至大學攻讀神學，迄今也有許多教會將會士等同修士。